# Rockville Bridge (Utah)
Die Rockville Bridge ist eine Fachwerkbrücke über den Virgin River in Rockville, Utah. Die einspurige 66 Meter lange Brücke wurde 1924 für den National Park Service im Zuge der Schaffung einer Verbindung zwischen dem Zion-Nationalpark und dem nördlichen Teil des Grand-Canyon-Nationalparks gebaut. Bis 1930 war sie durch Touristenverkehr stark frequentiert, der sich mit der Fertigstellung des Zion-Mount Carmel Highway auf diese direktere und wetterunabhängige Verbindung verlagerte.
Die in Parker/Camelback-Bauweise ausgeführte Fachwerkbrücke wurde durch das Bureau of Public Roads konzipiert und von der C.F. Dinsmore Company errichtet, wobei die Stahlkonstruktion von der Minneapolis Steel & Machinery Company geliefert wurde. Sie ist die einzige noch existierende Brücke dieser Bauweise in Utah und wurde 1995 ins National Register of Historic Places aufgenommen (NRHP#: 95000982).